# يورغن براون
يورغن براون هو سياسي ألماني، ولد في 25 أغسطس 1961 في برغنويشتات في ألمانيا. نشط حزبياً في البديل من أجل ألمانيا. في الانتخابات الفيدرالية الألمانية 2017، انتخب عضو في البوندستاغ الألماني عن دائرة Waiblingen (electoral district) ‏ وقد انضم خلال البوندستاغ الألماني التاسع عشر (24 أكتوبر 2017 – ) للكتلة البرلمانية جماعة حزب البديل من أجل ألمانيا في البوندستاغ ‏.